# Димитър Иванов (революционер)
Димитър Иванов е български революционер, деец на „Охрана“ по време на Втората световна война.

## Биография
Димитър Иванов е роден в костурското село Загоричани, тогава в Османската империя, днес Василиада, Гърция. В началото на 1943 година се присъединява към „Охрана“ и е определен за ръководител на отряд от около 130 души в родното си село.